# Cnemaspis anaikattiensis
Cnemaspis anaikattiensis är en ödleart som beskrevs av  Mukherjee BHUPATHY och NIXON 2005. Cnemaspis anaikattiensis ingår i släktet Cnemaspis och familjen geckoödlor. IUCN kategoriserar arten globalt som akut hotad. Inga underarter finns listade i Catalogue of Life.